# Cité scolaire Parc Chabrières
Pour les articles homonymes, voir Chabrières.
La Cité scolaire Parc Chabrières est une cité scolaire de la commune d’Oullins se situant à proximité du parc tirant son nom.

Elle comprend le lycée d'enseignement général et technologique Parc Chabrières, le lycée professionnel Edmond-Labbé, un Greta et des UFA (Unités de formation par apprentissage).